# Pokémon Stadium
Pokémon Stadium — стратегічна відеоігра, розроблена та опублікована «Nintendo» для «Nintendo 64». Уперше випущена в Японії 30 квітня 1999 року, у Північній Америці — 29 лютого 2000, у Європі — 7 квітня 2000. Друга із серії «Stadium». Ігровий процес базується на 3D-системі покрокових поєдинків, використовуючи 151 покемона з відеоігор «Game Boy»: «Pokémon Red», «Pokémon Blue» і «Pokémon Yellow». Використовуючи аксесуар Transfer Pak, який постачався в комплекті з відеогрою, гравці можуть переглядати, організовувати, зберігати, торгувати та битися власним покемоном, завантаженим з «Red», «Blue» чи «Yellow». Однією з головних цілей є здобуття чотирьох кубків стадіону. Крім того, гравець повинен перемогти Елітну четвірку, Чемпіонта, і навіть М'юту. Відеогра також має різні міні-ігри, різні види поєдинків, Зал слави. Також сумісна з принтером «Game Boy» та має вбудовану функцію емуляції для «Red»/«Blue» «Yellow».[⇨]
Відеогра стала найпродаванішою для «Nintendo 64», до кінця 2000 року продажі сягали понад 1 млн копій. Її прийом відбувся неоднозначно, з одного боку гру хвалили за візуалізацію та геймплей, з іншого — критикували за якість звуку. Продовження, відоме як «Pokémon Stadium 2», було випущено у 2000 та 2001 роках як аналог для відеоігор «Pokémon Gold», «Pokémon Silver» та «Pokémon Crystal».[⇨]

## Ігровий процес
На відміну від «Game Boy» відеоігор «Pokémon Red», «Pokémon Blue» та «Pokémon Yellow», «Pokémon Stadium» покрокова стратегія без сюжетної лінії й чітко визначеного світу, хоча й відбувається в регіоні Канто. Замість цього, гравець бере участь у поєдинках на стадіоні, що складається зі 4-х Кубків зі 80 битвами. Для зустрічі з Елітною четвіркою потрібно пройти всі вісім Залів лідерів покемонів. Крім того, перед поєдинком з лідером стадіону гравець повинен перемогти трьох покетренерів. Для кожного етапу потрібно вибирати команду із шести покемонів, але для поєдинку можна використати лише трьох. Після перемоги над Елітною четвіркою та Чемпіоном, розблоковується битва з М'юту. Після його поразки відкривається другий раунд (англ. Round 2), а гравцю потрібно буде пройти гру знову, однак із складнішим рівнем штучного інтелекту в суперників. Крім того, буде виданий один із восьми випадкових призів-покемонів: Бульбазавр, Чармандер, Сквіртл, Хітмонлі, Хітмончан, Іві, Оманайт і Кабуто. Їх можна перенести до «Red», «Blue» чи «Yellow» за допомогою Transfer Pak.
У режимі «Стадіон» (англ. «Stadium») гравцеві пропонується отримати трофеї, виграючи Піка-кубок (англ. Pika Cup), Петіт-кубок (англ. Petit Cup), Поке-кубок (англ. Poké Cup) та Прем'єр-кубок (англ. Prime Cup), кожен з яких має свої правила і обмеження. Піка-кубок та Прем'єр-кубок можна отримати чотири рази, один на кожен рівень складності, а Піка-кубок та Петіт-кубок лише один раз. При виконані певних умови за допомогою імпортного покемона з картриджа «Game Boy», гравцеві буде доступний Пікачу з атакою «Хвиля» (англ. Surf), це також розблокує міні-гру в «Pokémon Yellow».

### Інші особливості
«Pokémon Stadium» також включає інші особливості, такі як міні-ігри, Game Boy Tower (спосіб грати в ігри «Game Boy» на консолі за допомогою емуляції), Зал слави (англ. Victory Palace; галерея покемонів, що були присутні в команді гравця після перемоги), Лабораторія професора Оука (англ. Oak's Lab; підключенням до відеоігор «Game Boy» для перегляду Покедекса), Вільний поєдинок (англ. Free Battle; бої між двома гравцями з встановленими правилами), У битву (англ. Battle Now; поєдинок із заздалегідь визначеними командами) та Галерея (англ. Gallery).
Відеоігра сумісна з ігровими картриджами «Pokémon» для «Game Boy». Це дозволяє гравцям грати в «Pokémon» шляхом емуляції його через «Nintendo 64». Крім того покемонів з «Game Boy» можна зберігати в Лабораторії професора Оука й переглядати їх характеристики і атаки.
Відеогра включає також дев'ять міні-ігр: «Sushi Go-Round» (поїдання суші Лікутунгом), «Snore War» (атака гіпнозом між Дроузі між суперниками); «Rock Harden» (використання атаки «Затвердіння» щоб перечекати зливи валунів), «Clefairy Says» (поке-версія ігри «Саймон каже»), «Run, Rattatta, Run» (перегони між Раттата), «Ekans' Hoop Hurl» (гра в кільця Екансом), «Dig, Dig, Dig» (перегони між Сендшру в копанні). Усього можливо грати 4 гравцями, вільні місця заповнює штучний інтелект.

## Виробництво

### «Pocket Monsters Stadium»
Перша відеогра з серії «Stadium» вийшла 1 серпня 1998 року лише в Японії з назвою «Pocket Monsters Stadium». Спочатку планувалося її випустити в березня 1998 року для «Nintendo 64DD», однак замість цього її було перетворено на стандартну гру для «Nintendo 64» на 32-х Мб картриджах. Через технічні обмеження версія мала лише 42 покемони доступних для бою, замість запланованих 151 покемона з версій «Game Boy». Інших покемонів можна переглядати в покеенциклопедії «Покедекс», але без бойових анімації моделей. Зв'язок із трилогією «Pokémon» для «Game Boy» доступний за допомогою Transfer Pak. Президенту «Hal Laboratory» Саторі Іваті, який пізніше очолить «Nintendo», вдалося перепрограмувати «Pokémon Stadium» і перенести бойову систему для «Nintendo 64» за тиждень, прочитавши лише весь вихідний код «Red» і «Blue». За перший місяць виходу було продано 270 тис. копій. Ця версія не була випущена за межами Японії, тому нумерація наступних двох частин випереджає північноамериканські випуски.

### Міжнародний реліз
16 лютого 1999 року «Nintendo» оголосив, що демонструватиме «Pokémon Stadium 2» на ексклюзивному заході «Pokémon Festival '99». Ранні огляди відеогри від японського «Weekly Famitsu Crew» були сприятливими. Оскільки першу відеогру критикували за її складність, то AI суперників полегшили. Була випущена в Північні Америці 29 лютого 2000 і 7 квітня 2000 року в Європі як «Pokémon Stadium». Вона підтримує передачу усіх покемонів першого покоління з «Pokémon Red», «Pokémon Blue» і «Pokémon Yellow» за допомогою N64 Transfer Pak. Також «Nintendo» випустив обмежену версію в Північній Америці, яка включала «Pokémon Stadium», Transfer Pak, консоль «Nintendo 64», два контролери, плакат, керівництво для відеогри від «Prima Games» та колекційні карти «Cool Porygon».

## Сприйняття
| Агрегатор    | Оцінка |
| ------------ | ------ |
| GameRankings | 78.60% |

| Видання        | Оцінка |
| -------------- | ------ |
| Famitsu        | 33/40  |
| GamePro        | 4/5    |
| GameSpot       | 5.7/10 |
| IGN            | 8.2/10 |
| Nintendo Power | 8.8/10 |

«Pokémon Stadium» отримав неоднозначні відгуки критиків. Джефф Герстманн з «GameSpot» дав відеогрі 5,7, «посередню» оцінку, описавши, що геймплей «відчувається обрізаним і спрощеним, навіть у порівнянні з оригінальними іграми Game Boy». Пір Шнайдер з «IGN» поставив їй 8,2 з 10, оцінивши її як «чудова», і написав, що гра є «обов'язковою покупкою для шанувальників Pokémon», але зазначив, що «звук не відповідає якості декількох останніх відеоігор Nintendo». Крім того, критикували озвучення диктора відеогри. Бен Мартін з «RPGamer» писав, що він має «дуже обмежений словниковий запас, а його постійні коментарі кожної дії, це, безумовно, хороший варіант, щоб відключити цього хлопця». У своєму огляді на ігровому вебсайті «Cubed3» Росс Морлі високо оцінив бойову систему відеогри за її «чудові 3D-моделі, спецефекти та варіативність».
У перший місяць продажів у Північній Америці «Pokémon Stadium» становили понад 1 млн примірників, а відеогра стала найпродаванішою для «Nintendo 64». «Nintendo of America» оголосив, що 26 грудня 2000 року він буде продаватися зі нижчою пропонованою роздрібною ціною як «вибір гравців». Загалом було продано приблизно 3,97 млн копії, з яких у США — 3,16 млн, у Японії — 710 765, і у Великій Британії — 100 тис.

## Сиквел
Через кілька місяців після дебюту, «Nintendo» анонсував продовження під назвою «Pokémon Stadium Gold/Silver». Сиквел вийшов у 2000 році як «Pokémon Stadium 2», де було представлено 251 покемон з перших двох поколінь. Сумісність Transfer Pak підключена також і для «Pokémon Gold», «Pokémon Silver» та «Pokémon Crystal».

## Зауваження
1. ↑  Відома в Японії як Pokémon Stadium 2 (яп. ポケモンスタジアム２, Pokemon Sutajiamu 2)
2. ↑  Перша відеогра вийшла лише в Японії в 1998 році з назвою «Pocket Monsters Stadium» та мала лише 42 покемона.